# Vaucluse (Carolina del Sur)
Vaucluse es un área no incorporada ubicada del condado de Aiken en el estado estadounidense de Carolina del Sur. 

## Demografía
A partir de 2000, la población de la comunidad se compone de 89 personas. 100% es blanca, de los cuales no son hispanos. Por favor, tenga en cuenta que esto es sólo los datos de la sección censal, y no puede ser indicativo de toda la comunidad

## Incorporación
Ha habido conversaciones acerca de la incorporación de los pueblos de Graniteville, Vaucluse y Warrenville, recientemente, las ciudades ha aprobado un referéndum para votar sobre si incorporar o no. Vaucluse ha sido la única de las ciudades en las que una proporción significativa de la población está en contra de la incorporación. Muchos citan el hecho de que sólo incluiría a la mitad del pueblo (los límites municipales propuestos tienen que tener una densidad de población de trescientos, y utilizando la otra mitad del pueblo haría imposible su incorporación).